# Laudert
Laudert är en Ortsgemeinde i Rhein-Hunsrück-Kreis i det tyska förbundslandet Rheinland-Pfalz. Laudert, som för första gången nämns i ett dokument från år 1275, har cirka 400 invånare.
Kommunen ingår i kommunalförbundet Verbandsgemeinde Hunsrück-Mittelrhein tillsammans med ytterligare 32 kommuner.